# 第四号型駆潜艇

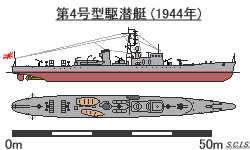
第4号型駆潜艇艦型図、1944年。

第四号型駆潜艇（第4号型駆潜艇、だいよんごうがたくせんてい）は日本海軍の駆潜艇の艦級(クラス)。
同型艦9隻。

## 概要
昭和12年度海軍補充計画(③計画)により9隻が建造された。
第3号駆潜艇(以下第3号)の改良型で、
以後の日本海軍駆潜艇の基本になった
太平洋戦争中は9隻全てが南方進攻作戦に参加、以後は船団護衛に従事し、終戦時に残っていたのは2隻のみだった。
なお日本海軍の特務艇類別等級および艦艇類別等級で9隻(第4号から第12号駆潜艇)は「第一号型」に属しており、第四号型は存在しない。

## 予算
③計画の中で駆潜艇9隻の予算が成立、
仮称艦名(命名までの仮の名称)は第62号艦から第70号艦、艦型名は仮称第62号艦型となる。
成立予算は1隻当たり1,500,000円。
③計画は昭和16年(1941年)度に予算が追加請求され、その予算も加えて単純計算すると1隻当たり1,578,585円となる。

## 計画
基本計画番号はK7。
②計画で建造された第3号(基本計画番号K4)の改良型になる。
本型に対する軍令部の要求は以下の通りだった。
- 基準排水量:280英トン
- 速力:20ノット以上
- 航続距離:2000カイリ/14ノット
- 兵装
  - 40mm機銃 連装1基2挺
  - 爆雷 36個
  - 投射機 2組

これに対し、だいたい第3号に似た艦型にまとまり、主機はディーゼル、出力2,600馬力で計画速力20ノットとなった。

## 艦型
第3号では重心が計画より上昇し、軽荷状態ではバラストタンクの注水に加え、燃料を若干残す必要があった。
そこで本型では重心をなるべく下げて、復原性能が良好になるよう、艦橋は1/2デッキ分下げ、
艦橋下部は高さ1mの倉庫区画とした。
また煙突付近の上部構造物を撤去し、
煙突後部にあった兵員厠は艦橋構造物の後部延長部分に設置した。
ボート・ダビットをラッフィング型からラジアル型へ変更し搭載艇を甲板に置いたのも、重心降下対策と思われる。
それでも軽荷状態では海水16トンの補填が必要とされた。
また第3号では竣工後に後部甲板の補強が必要になったため、本型ではその部分の強度を十分考慮して設計された。

### 船体
船体は凌波性向上のために艦首乾舷を約100mm高め、重量軽減のために艦尾は逆に低めた。
上甲板の幅も水線幅より小さくし、上部の重量軽減に努めた。
その他艦内配置は第3号とほぼ同様になった。
船体外板には極力薄い物を使用して個艦の性能向上を狙ったが、
船体構造、機関共に複雑精緻で、
量産性は低くなった。
本型の反省から次の第13号型駆潜艇では全く逆(船体外板に厚板を使用し量産性重視など)になったと思われる。

### 機関
主機は第3号と同じ、22号6型内火機械を2基装備した。
本型の主機は溶接架構となった(第3号のそれは鋳鋼製)。

### 艤装
舵取機械は電動3馬力を1基、揚錨機械は電動10馬力を1基装備した。
主錨は普通型0.3トンを2丁、副錨は海軍型0.1トンを1丁、錨鎖は18φx7節(175m)を2連装備した。
ホーサー類としての鋼索は曳船用に24φx175mを1巻、艦尾繋留用に22φx75mを2巻、繋留作業用に20φx100mを1巻、横付け用に20φx50mを2巻装備した。
天然繊維ロープは、繋留作業用に32φx175mのマニラ索を1巻、副錨用に26φx175mの麻索を1巻、専索及雑用に22φx100mの麻索を1巻装備した。

### 兵装
砲熕兵装は第3号と同じ40mm連装機銃1基2挺、水雷兵装も同じく九四式投射機2基、装填台2基を装備、爆雷36個を搭載した。
竣工時から駆潜艇で水中聴音機を装備するのは第4号型からとなる(九三式探信儀は第1号型から装備)。
無線兵装は特五号送信機1基、特受信機3基、中波無線電話装置1基、超短波無線電話装置1基装備を計画した。
第4号の現状として、九七式特五号送信機1基、九二式特受信機改三4基、TM無線電話装置改三1基、二号無線電話装置改三1基、九〇式無線電話装置改四1基を装備した。
電機兵装として40kW105V直流ディーゼル発電機2基、1kVA50V交流発電機2基を装備、須式60cm探照灯1基装備した。
光学兵装等は一四式1.5m測距儀1基、12cm双眼鏡2基の装備を計画、大戦中は九七式一型山川灯1基を装備した。

### 開戦後の兵装
第8号では舷外電路を装備しているのが確認出来る。
また、艦橋上の探照灯台前方に構造物が追加されている。
第4号を例とすると1944年（昭和19年）11月の時点で25mm単装機銃3挺が増備、またマストに13号電探1基を装備、対潜兵装として九四式爆雷投射機2基の装備とされている。
爆雷投下軌道は1条のままと推定されるが、
2条に増やされたとする文献もある。

## 同型艦
第四号駆潜艇1938年12月28日大阪鉄工所桜島工場で竣工、1945年8月13日スラバヤ西水道で触雷により沈没。1947年5月3日除籍。
第五号駆潜艇1938年12月6日三菱重工業横浜船渠で竣工、終戦時ジャカルタに所在。1946年7月11日シンガポール南方で海没処分、8月10日除籍。
第六号駆潜艇1939年5月20日鶴見製鉄造船で竣工、1944年3月30日パラオ諸島にてアメリカ空母機の攻撃により擱座し放棄、10月10日除籍。
第七号駆潜艇1938年11月20日鶴見製鉄造船で竣工、1945年4月11日カーニコバル諸島東方にてイギリス軍機の攻撃を受け沈没、5月25日除籍。
第八号駆潜艇1938年11月30日玉造船所で竣工、1945年3月4日マラッカ海峡北部にてイギリス海軍潜水艦トレンチャントとテラピンの雷撃を受け沈没。1947年5月3日除籍。
第九号駆潜艇1939年5月9日三菱重工業横浜船渠で竣工、終戦時呉で所在。1945年12月20日除籍、同日特別輸送艦に指定。1947年10月3日国府(中華民国)に賠償艦として引き渡された。
第十号駆潜艇1939年6月15日大阪鉄工所で竣工、1944年5月2日パラオ諸島のアンガウル島で座礁、11月10日除籍。
第十一号駆潜艇1939年2月2日鶴見製鉄造船で竣工、1943年11月6日ソロモン諸島ブカ島西方にてアメリカ軍機の攻撃により沈没。1945年9月30日除籍。
第十二号駆潜艇1939年4月30日玉造船所で竣工、1944年7月13日フィリピンミンダナオ島東方で被雷沈没。1945年9月30日除籍。